# Opština Studeničani

Opština Studeničani na mapě Severní Makedonie

Opština Studeničani je jednou z 80 opštin (municipalit) v Severní Makedonii. Správním centrem opštiny je vesnice Studeničani.

## Geografie
Opština se rozkládá v jižní části Skopského regionu. Její rozloha je 276,16 km².
Severní část se rozkládá v údolí řeky Vardar. Zde je nadmořská výška zhruba 230–400 m. Jižní část je však v horách, kde nadmořská výška dosahuje přes 2000 m.
Opštinu tvoří celkem 22 vesnic, jimiž jsou: Studeničani, Aldinci, Batinci, Varvara, Vrtekiĉa, Gornji Koliĉani, Donji Količani, Draceviča, Dresnica, Elovo, Kaldirec, Ljubaš, Malčište, Markova Sušica, Morani, Osinčani, Pagarusa, Ramni Gaber, Umovo, Cvetovo, Crvena Voda, Crni Vrh.
Sousedními opštinami jsou:

Vesnice v opštině

Opština Kisela Voda a Opština Petrovec na severu, Opština Zelenikovo na východě, Opština Čaška na jihovýchodě, Opština Makedonski Brod na jihozápadě a Opština Sopište na západě.

## Demografie
Podle posledního sčítání lidu z roku 2021 žije v opštině 21 970 obyvatel. Etnickými skupinami jsou:
- Albánci - 14 982 (68,19 %)
- Turci - 3 231 (14,71 %)
- Bosňáci - 1 637 (7,45 %)
- Makedonci - 437 (1,99 %)
- ostatní a neuvedené - 1 683 (7,66 %)